# Tschechoslowakische Fußballmeisterschaft 1930/31
Die Asociační liga 1930/31 war die siebte Spielzeit der höchsten tschechoslowakischen Spielklasse im Fußball der Männer.
Meister wurde Titelverteidiger Slavia Prag.

## Modus
Die acht Mannschaften spielten im Verlauf der Saison zweimal gegeneinander; einmal zu Hause und einmal auswärts. Somit bestritt jede Mannschaft vierzehn Spiele. Der Tabellenletzte stieg direkt ab, der Vorletzte musste in die Relegation.

## Asociační liga 1930/31

### Abschlusstabelle
| Pl. | Verein                  | Sp. | S  | U | N  | Tore    | Quote | Punkte |
| --- | ----------------------- | --- | -- | - | -- | ------- | ----- | ------ |
| 1.  | Slavia Prag (M)         | 14  | 12 | 0 | 2  | 048:140 | 3,43  | 24:40  |
| 2.  | Sparta Prag             | 14  | 10 | 1 | 3  | 059:220 | 2,68  | 21:70  |
| 3.  | AFK Bohemians           | 14  | 7  | 4 | 3  | 046:260 | 1,77  | 18:10  |
| 4.  | SK Viktoria Žižkov      | 14  | 7  | 0 | 7  | 034:200 | 1,70  | 14:14  |
| 5.  | SK Kladno               | 14  | 4  | 5 | 5  | 028:340 | 0,82  | 13:15  |
| 6.  | SK Náchod (N)           | 14  | 5  | 3 | 6  | 024:410 | 0,59  | 13:15  |
| 7.  | Teplitzer FK            | 14  | 3  | 2 | 9  | 036:530 | 0,68  | 08:20  |
| 8.  | SK Meteor Prag VIII (N) | 14  | 0  | 1 | 13 | 014:790 | 0,18  | 01:27  |

Platzierungskriterien: 1. Punkte – 2. Torquotient

### Kreuztabelle
| 1930/31             | Slavia Prag | Sparta Prag | AFK Bohemians | SK Viktoria Žižkov | SK Kladno | SK Náchod | Teplitzer FK | SK Meteor Prag VIII |
| Slavia Prag         |             | 3:1         | 3:0           | 1:0                | 5:1       | 6:2       | 6:2          | 5:0                 |
| Sparta Prag         | 2:1         |             | 2:2           | 2:1                | 4:1       | 6:0       | 6:2          | 3:2                 |
| AFK Bohemians       | 3:2         | 4:3         |               | 0:4                | 4:4       | 6:0       | 3:2          | 10:0                |
| SK Viktoria Žižkov  | 0:1         | 2:1         | 0:3           |                    | 2:1       | 2:3       | 5:1          | 8:1                 |
| SK Kladno           | 0:3         | 1:6         | 1:1           | 1:0                |           | 0:0       | 5:2          | 6:1                 |
| SK Náchod           | 1:3         | 2:7         | 2:0           | 2:1                | 3:3       |           | 2:1          | 1:1                 |
| Teplitzer FK        | 1:4         | 0:9         | 3:3           | 2:3                | 2:2       | 4:1       |              | 8:1                 |
| SK Meteor Prag VIII | 1:5         | 1:7         | 0:7           | 1:6                | 1:2       | 1:5       | 3:6          |                     |

### Relegation
|              | Gesamt |             | Hinspiel | Rückspiel |
| ------------ | ------ | ----------- | -------- | --------- |
| Teplitzer FK | 8:2    | SK Rakovník | 2:0      | 6:2       |

### Torschützenliste
| Pl. | Name              | Mannschaft         | Tore |
| --- | ----------------- | ------------------ | ---- |
| 1.  | Josef Šilný       | Sparta Prag        | 18   |
| 2.  | Karel Bejbl       | AFK Bohemians      | 16   |
| 3.  | Jaromír Skála     | AFK Bohemians      | 13   |
| 3.  | František Svoboda | Slavia Prag        | 13   |
| 5.  | Vojtěch Bradáč    | SK Viktoria Žižkov | 09   |
| 5.  | Josef Košťálek    | Sparta Prag        | 09   |
| 5.  | Jan Wimmer        | AFK Bohemians      | 09   |

## Amateurmeisterschaft
In der Saison 1930/31 fand neben einer Profi- auch eine Amateurmeisterschaft statt. Tschechoslowakischer Amateurmeister wurde der DFC Prag, der sich im Endspiel gegen den SK Prostějov durchsetzte.

### 1. Runde
|               | Gesamt |                        | Hinspiel | Rückspiel | Entscheidungsspiel |
| ------------- | ------ | ---------------------- | -------- | --------- | ------------------ |
| SK Prostějov  | 4:2    | DSV Brünn              | 3:1      | 1:1       |                    |
| SK Židenice   | 12:40  | Mladoboleslavský SK    | 7:1      | 5:3       |                    |
| SK Kročehlavy | 8:2    | Ligeti SC Bratislava   | 7:0      | 1:2       |                    |
| DFC Prag      | 6:4    | AFK Čechoslovan Košíře | 3:3      | 3:3       | 3:1                |

### Halbfinale
|              | Gesamt |               | Hinspiel | Rückspiel |
| ------------ | ------ | ------------- | -------- | --------- |
| SK Prostějov | 6:2    | SK Kročehlavy | 2:0      | 4:2       |
| DFC Prag     | 8:1    | SK Židenice   | 2:1      | 6:0       |

### Finale
|          | Gesamt |              | Hinspiel | Rückspiel |
| -------- | ------ | ------------ | -------- | --------- |
| DFC Prag | 2:1    | SK Prostějov | 2:1      | 0:0       |